# Montre (orgue)
Pour les articles homonymes, voir montre.

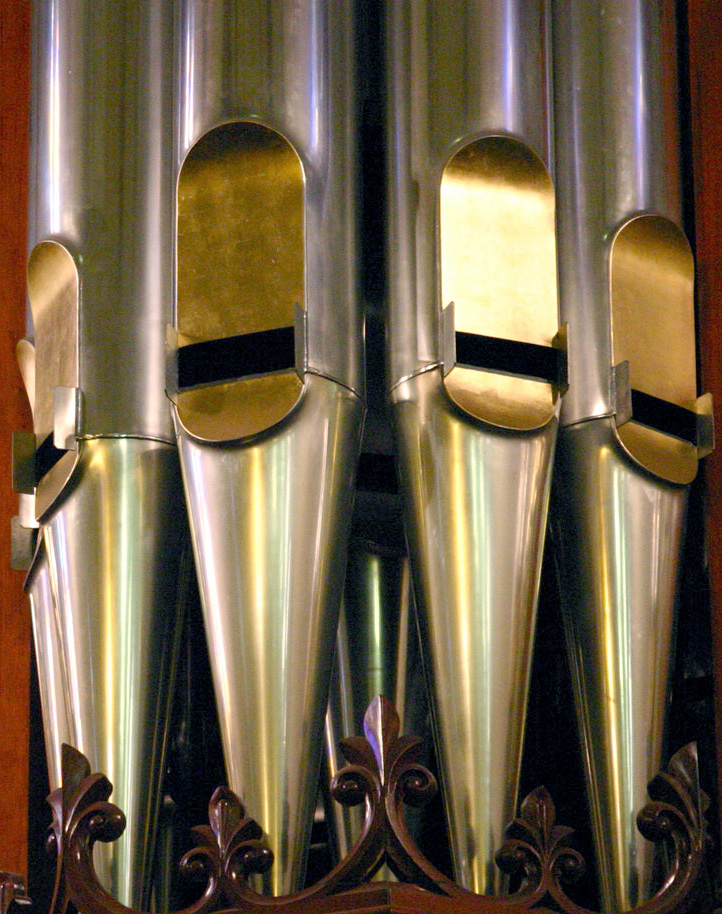
Montre d'un orgue d'église (détail).

La montre est un jeu d'orgue de la famille des principaux (jeux à bouche, ouverts, de taille moyenne), placé en façade de l'instrument (ou « en montre », d'où son nom), de sorte qu'il soit parfaitement visible. Ce positionnement en façade donne beaucoup de présence sonore aux tuyaux qui parlent ainsi directement dans l'édifice.
Comme ils constituent la partie visible de l'orgue, les tuyaux de montre sont souvent prétexte à des décorations et sont d'apparence plus soignée que les tuyaux enfermés dans le buffet de l'orgue. On trouve ainsi des tuyaux de montre peints de motifs polychromes, torsadés, guillochés, décorés, et les bouches peuvent même être argentées ou dorées à la feuille.
En règle générale, les tuyaux de montre sont réalisés en alliage d'étain « riche » (90 à 95 %). Ils offrent ainsi un aspect brillant, alors que les tuyaux ordinaires (dont les alliages sont plus pauvres en étain et plus riches en plomb) ont une apparence mate et grisâtre.
Dans l'orgue français, on la trouve généralement placée aux claviers de grand orgue (en 8 et, pour les grands instruments, 16 pieds) et de positif (en 4 ou en 8 pieds). Il arrive que les tuyaux de prestant soient également placés en façade, alternés avec ceux de la montre. Si l'instrument est pourvu d'une montre de 32 pieds, elle sera généralement affectée au pédalier.